# مقاطعة كييتي
مقاطعة كييتي (بالإيطالية: Provincia di Chieti)‏، مقاطعة جنوب وسط إيطاليا في إقليم أبروتسو، وعاصمتها هي مدينة كييتي. ويبلغ مجموع سكانها 382.076 وتبلغ مساحتها 2588,35 كيلومتر مربع، وبها 104 من المدن وبلدات. يحدها من جهة الشمال الغربي مقاطعة بسكارا، ومن الجنوب الغربي مقاطعة لاكويلا، ومن الجنوب إقليم مُليزة عند مقاطعة إزِرنية، ومن الجنوب الشرقي إقليم مُليزة عند مقاطعة كَمبُباسة وتطل على بحر البنادقة من جهة الشمال الشرقي.

## أهم المدن

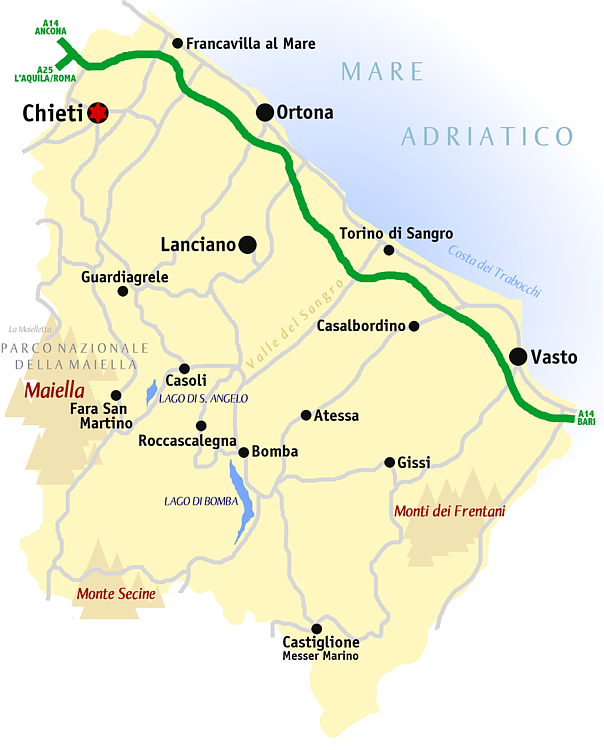
مقاطعة كييتي

|   | المدينة            | الاسم بالإيطالية    | السكان |
| - | ------------------ | ------------------- | ------ |
| 1 | كييتي              | Chieti              | 56,127 |
| 2 | فاستو              | Vasto               | 37.213 |
| 3 | لانشانو            | Lanciano            | 36.228 |
| 4 | أورتونا            | Ortona              | 23.603 |
| 5 | فرانكافيلا أل ماري | Francavilla al Mare | 23.561 |